# Historisch Museum Arnhem

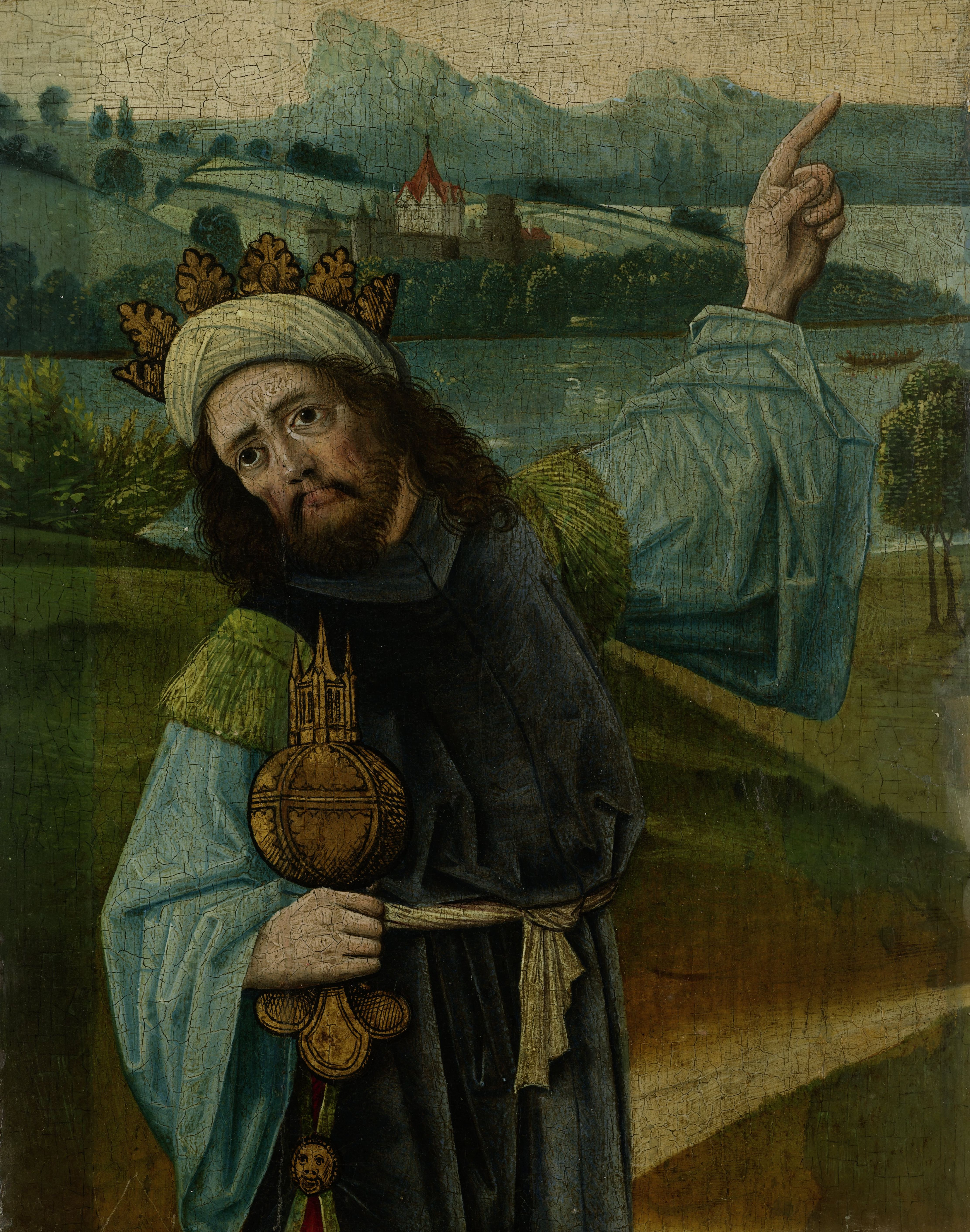
Caspar of Melchior, een van de drie Wijzen uit het oosten. Anoniem, 1480-1490. Langdurige bruikleen door Historisch Museum Arnhem aan Rijksmuseum Amsterdam.

Het Historisch Museum Arnhem was van 1996 tot 2012 een museum voor het historisch en cultureel erfgoed van de gemeente Arnhem.

## Tentoonstellingen
Het museum toonde topstukken uit de kunst- en cultuurhistorische collectie van de gemeente Arnhem, onder meer schilderijen, (gilde)zilver, oosters porselein, Arnhems aardewerk, drinkglazen en meubilair en een poppenhuis. Daarnaast was er een verzameling archeologische voorwerpen en waren er steeds tijdelijke tentoonstellingen te zien. De Topografische Atlas van Gelderland is een verzameling van ruim 4000 tekeningen en prenten van Gelderland en vooral Arnhem. Deze werden vanwege hun lichtgevoeligheid alleen tijdens kortdurende wisselexposities getoond.

### Tijdelijke exposities
- Het kloppend hart: de Arnhemsche Scheepsbouw Maatschappij 1889-1978 (8 april – 30 oktober 2011)
- Verborgen leven: het Agnietenklooster en mystiek in de 16e eeuw in Arnhem (18 november 2011 – 29 januari 2012)

## Bezoekersaantallen
Aantal bezoekers per jaar:
| Jaar | Bezoekers |
| ---- | --------- |
| 2006 | 8000      |
| 2007 | 9000      |
| 2008 | 8000      |
| 2009 | 9303      |
| 2010 | 7657      |

## Gebouw
Het gebouw waarin het Historisch Museum was gehuisvest werd rond 1750 gebouwd door de Arnhemse burgemeester en koopman Cornelis van der Hart (1706-1783). Van 1843 tot 1920 fungeerde het als weeshuis. In de 20e eeuw was het een tijd lang gekraakt. Het interieur van de acht kamers, kelders, zolder, washuis, mangelkamer en watervoorzieningen (zoals een regen- en een welwaterpomp) is in 1994-1995 gerestaureerd.

## Geschiedenis
Tot 1996 maakte de collectie deel uit van het Gemeentemuseum Arnhem, dat toen werd gesplitst in het Historisch Museum en het Museum voor Moderne Kunst Arnhem. Het Historisch Museum Arnhem werd geopend in juni 1996 en per 30 januari 2012 gesloten om een deel van de collectie onder te brengen in het Erfgoedcentrum Rozet binnen het Rijnboogproject. Hierin wordt samengewerkt met de Gelderland Bibliotheek, onderdeel van Bibliotheek Arnhem. 
In het najaar van 2013 opende het gebouw Rozet aan de Kortestraat zijn deuren. Sindsdien is een deel van de collectie van het Historisch Museum weer te bezichtigen.

## Verder
Het Historisch Museum Arnhem moet niet verward worden met het ooit geplande Nationaal Historisch Museum.